# 塞格萬區

塞格萬區（阿拉伯语：‎），是阿爾及利亞的行政區，位於該國北部，由麥迪亞省負責管轄，首府設於塞格萬，面積502平方公里，2008年人口28,295，人口密度每平方公里56人。
36°00′N 2°54′E / 36.000°N 2.900°E